# مسجد شالان
مسجد شالان مربوط به سده‌های میانه دوران‌های تاریخی پس از اسلام است و در شهرستان دالاهو، بخش مرکزی، دهستان بان زرده، ۴۵۰ متری روستای شالان واقع شده و این اثر در تاریخ ۲۶ اسفند ۱۳۸۶ با شمارهٔ ثبت ۲۱۷۵۷ به‌عنوان یکی از آثار ملی ایران به ثبت رسیده است.